# NHL (2006/2007)
Sezon NHL 2006–2007 był 89. sezonem rozgrywek ligi NHL. Sezon zaczął się 4 października 2006 roku, a faza grupowa zakończyła się 8 kwietnia 2007 roku. Ostatni mecz o Puchar Stanleya został rozegrany 6 czerwca 2007 roku. Puchar Stanleya zdobyła drużyna Anaheim Ducks.

## Tabele po sezonie zasadniczym
M = Mecze, W = Wygrane, P = Porażki, PpD = Porażki po dogrywce, GZ = Gole strzelone, GS = Gole stracone, PKT = Liczba zdobytych punktów
| Awans do playoffs |

### Konferencja Wschodnia
| Atlantic Division   | M  | W  | P  | PpD | GZ  | GS  | PKT |
| ------------------- | -- | -- | -- | --- | --- | --- | --- |
| New Jersey Devils   | 82 | 49 | 24 | 9   | 216 | 201 | 107 |
| Pittsburgh Penguins | 82 | 47 | 24 | 11  | 277 | 246 | 105 |
| New York Rangers    | 82 | 42 | 30 | 10  | 242 | 216 | 94  |
| New York Islanders  | 82 | 40 | 30 | 12  | 248 | 240 | 92  |
| Philadelphia Flyers | 82 | 22 | 48 | 12  | 214 | 303 | 56  |

| Northeast Division  | M  | W  | P  | PpD | GZ  | GS  | PKT |
| ------------------- | -- | -- | -- | --- | --- | --- | --- |
| Buffalo Sabres      | 82 | 53 | 22 | 7   | 308 | 242 | 113 |
| Ottawa Senators     | 82 | 48 | 25 | 9   | 288 | 222 | 105 |
| Toronto Maple Leafs | 82 | 40 | 31 | 11  | 258 | 269 | 91  |
| Montreal Canadiens  | 82 | 42 | 34 | 6   | 245 | 256 | 90  |
| Boston Bruins       | 82 | 35 | 41 | 6   | 219 | 289 | 76  |

| Southeast Division  | M  | W  | P  | PpD | GZ  | GS  | PKT |
| ------------------- | -- | -- | -- | --- | --- | --- | --- |
| Atlanta Thrashers   | 82 | 43 | 28 | 11  | 246 | 245 | 97  |
| Tampa Bay Lightning | 82 | 44 | 33 | 5   | 253 | 261 | 93  |
| Carolina Hurricanes | 82 | 40 | 34 | 8   | 241 | 253 | 88  |
| Florida Panthers    | 82 | 35 | 31 | 16  | 247 | 257 | 86  |
| Washington Capitals | 82 | 28 | 40 | 14  | 235 | 286 | 70  |

### Konferencja Zachodnia
| Central Division      | M  | W  | P  | PpD | GZ  | GS  | PKT |
| --------------------- | -- | -- | -- | --- | --- | --- | --- |
| Detroit Red Wings     | 82 | 50 | 19 | 13  | 274 | 199 | 113 |
| Nashville Predators   | 82 | 51 | 23 | 8   | 272 | 212 | 110 |
| St. Louis Blues       | 82 | 34 | 35 | 13  | 214 | 254 | 81  |
| Columbus Blue Jackets | 82 | 33 | 42 | 7   | 201 | 249 | 73  |
| Chicago Blackhawks    | 82 | 31 | 42 | 9   | 200 | 258 | 71  |

| Northwest Division | M  | W  | P  | PpD | GZ  | GS  | PKT |
| ------------------ | -- | -- | -- | --- | --- | --- | --- |
| Vancouver Canucks  | 82 | 49 | 26 | 7   | 221 | 201 | 105 |
| Minnesota Wild     | 82 | 48 | 26 | 8   | 235 | 191 | 104 |
| Calgary Flames     | 82 | 43 | 29 | 10  | 258 | 226 | 96  |
| Colorado Avalanche | 82 | 44 | 31 | 7   | 272 | 251 | 95  |
| Edmonton Oilers    | 82 | 32 | 43 | 7   | 195 | 248 | 71  |

| Pacific Division  | M  | W  | P  | PpD | GZ  | GS  | PKT |
| ----------------- | -- | -- | -- | --- | --- | --- | --- |
| Anaheim Ducks     | 82 | 48 | 20 | 14  | 258 | 208 | 110 |
| San Jose Sharks   | 82 | 51 | 26 | 5   | 258 | 199 | 107 |
| Dallas Stars      | 82 | 50 | 25 | 7   | 226 | 197 | 107 |
| Los Angeles Kings | 82 | 27 | 41 | 14  | 227 | 283 | 68  |
| Phoenix Coyotes   | 82 | 31 | 46 | 5   | 216 | 284 | 67  |

### Lista najlepszych strzelców
| Zawodnik           | Drużyna             | Mecze | Bramki | Asysty | Punkty | +/− | Kary w minutach |
| ------------------ | ------------------- | ----- | ------ | ------ | ------ | --- | --------------- |
| Sidney Crosby      | Pittsburgh Penguins | 79    | 36     | 84     | 120    | +10 | 60              |
| Joe Thornton       | San Jose Sharks     | 82    | 22     | 92     | 114    | +24 | 44              |
| Vincent Lecavalier | Tampa Bay Lightning | 82    | 52     | 56     | 108    | +2  | 44              |
| Dany Heatley       | Ottawa Senators     | 82    | 50     | 55     | 105    | +31 | 74              |
| Martin St. Louis   | Tampa Bay Lightning | 82    | 43     | 59     | 102    | +7  | 28              |
| Marián Hossa       | Atlanta Thrashers   | 82    | 43     | 57     | 100    | +18 | 49              |
| Joe Sakic          | Colorado Avalanche  | 82    | 36     | 64     | 100    | +2  | 46              |
| Jaromír Jágr       | New York Rangers    | 82    | 30     | 66     | 96     | +26 | 78              |
| Marc Savard        | Boston Bruins       | 82    | 22     | 74     | 96     | -19 | 96              |
| Daniel Briere      | Buffalo Sabres      | 81    | 32     | 63     | 95     | +17 | 89              |

## Playoffs

### Drzewko Play-Off
|  |                          |                          |                          |         |            |                       |                       |                       |  |  |                    |                    |                    |  |  |                        |                        |                        |
|  | Ćwierćfinały Konferencji | Ćwierćfinały Konferencji | Ćwierćfinały Konferencji |         |            | Półfinały Konferencji | Półfinały Konferencji | Półfinały Konferencji |  |  | Finały Konferencji | Finały Konferencji | Finały Konferencji |  |  | Finał Pucharu Stanleya | Finał Pucharu Stanleya | Finał Pucharu Stanleya |
|  | Ćwierćfinały Konferencji | Ćwierćfinały Konferencji | Ćwierćfinały Konferencji |         |            | Półfinały Konferencji | Półfinały Konferencji | Półfinały Konferencji |  |  | Finały Konferencji | Finały Konferencji | Finały Konferencji |  |  | Finał Pucharu Stanleya | Finał Pucharu Stanleya | Finał Pucharu Stanleya |
|  |                          |                          |                          |         |            |                       |                       |                       |  |  |                    |                    |                    |  |  |                        |                        |                        |
|  |                          |                          |                          |         |            |                       |                       |                       |  |  |                    |                    |                    |  |  |                        |                        |                        |
|  | 1                        | Buffalo                  | 4                        |         |            |                       |                       |                       |  |  |                    |                    |                    |  |  |                        |                        |                        |
|  | 1                        | Buffalo                  | 4                        |         |            |                       |                       |                       |  |  |                    |                    |                    |  |  |                        |                        |                        |
|  | 8                        | N.Y. Islanders           | 1                        |         |            |                       |                       |                       |  |  |                    |                    |                    |  |  |                        |                        |                        |
|  | 8                        | N.Y. Islanders           | 1                        | 1       | Buffalo    | 4                     |                       |                       |  |  |                    |                    |                    |  |  |                        |                        |                        |
|  |                          |                          |                          | 1       | Buffalo    | 4                     |                       |                       |  |  |                    |                    |                    |  |  |                        |                        |                        |
|  | 6                        | N.Y. Rangers             | 2                        |         |            |                       |                       |                       |  |  |                    |                    |                    |  |  |                        |                        |                        |
|  | 6                        | N.Y. Rangers             | 2                        | 3       | Atlanta    | 0                     |                       |                       |  |  |                    |                    |                    |  |  |                        |                        |                        |
|  |                          |                          |                          | 3       | Atlanta    | 0                     |                       |                       |  |  |                    |                    |                    |  |  |                        |                        |                        |
|  | 6                        | N.Y. Rangers             | 4                        |         |            |                       |                       |                       |  |  |                    |                    |                    |  |  |                        |                        |                        |
|  | 6                        | N.Y. Rangers             | 4                        | 1       | Buffalo    | 1                     |                       |                       |  |  |                    |                    |                    |  |  |                        |                        |                        |
|  | Konferencja Wschodnia    |                          |                          | 1       | Buffalo    | 1                     |                       |                       |  |  |                    |                    |                    |  |  |                        |                        |                        |
|  |                          |                          | 4                        | Ottawa  | 4          |                       |                       |                       |  |  |                    |                    |                    |  |  |                        |                        |                        |
|  | 2                        | New Jersey               | 4                        | Ottawa  | 4          | 4                     |                       |                       |  |  |                    |                    |                    |  |  |                        |                        |                        |
|  | 2                        | New Jersey               |                          |         |            | 4                     |                       |                       |  |  |                    |                    |                    |  |  |                        |                        |                        |
|  | 7                        | Tampa Bay                | 2                        |         |            |                       |                       |                       |  |  |                    |                    |                    |  |  |                        |                        |                        |
|  | 7                        | Tampa Bay                | 2                        | 2       | New Jersey | 1                     |                       |                       |  |  |                    |                    |                    |  |  |                        |                        |                        |
|  |                          |                          |                          | 2       | New Jersey | 1                     |                       |                       |  |  |                    |                    |                    |  |  |                        |                        |                        |
|  | 4                        | Ottawa                   | 4                        |         |            |                       |                       |                       |  |  |                    |                    |                    |  |  |                        |                        |                        |
|  | 4                        | Ottawa                   | 4                        | 4       | Ottawa     | 4                     |                       |                       |  |  |                    |                    |                    |  |  |                        |                        |                        |
|  |                          |                          |                          | 4       | Ottawa     | 4                     |                       |                       |  |  |                    |                    |                    |  |  |                        |                        |                        |
|  | 5                        | Pittsburgh               | 1                        |         |            |                       |                       |                       |  |  |                    |                    |                    |  |  |                        |                        |                        |
|  | 5                        | Pittsburgh               | 1                        | 4       | Ottawa     | 1                     |                       |                       |  |  |                    |                    |                    |  |  |                        |                        |                        |
|  |                          |                          |                          |         |            |                       |                       |                       |  |  |                    |                    |                    |  |  |                        |                        |                        |
|  |                          |                          | 2                        | Anaheim | 4          |                       |                       |                       |  |  |                    |                    |                    |  |  |                        |                        |                        |
|  | 2                        | Anaheim                  | 2                        | Anaheim | 4          | 4                     |                       |                       |  |  |                    |                    |                    |  |  |                        |                        |                        |
|  | 2                        | Anaheim                  |                          |         |            | 4                     |                       |                       |  |  |                    |                    |                    |  |  |                        |                        |                        |
|  | 7                        | Minnesota                | 1                        |         |            |                       |                       |                       |  |  |                    |                    |                    |  |  |                        |                        |                        |
|  | 7                        | Minnesota                | 1                        | 2       | Anaheim    | 4                     |                       |                       |  |  |                    |                    |                    |  |  |                        |                        |                        |
|  |                          |                          |                          | 2       | Anaheim    | 4                     |                       |                       |  |  |                    |                    |                    |  |  |                        |                        |                        |
|  | 3                        | Vancouver                | 1                        |         |            |                       |                       |                       |  |  |                    |                    |                    |  |  |                        |                        |                        |
|  | 3                        | Vancouver                | 1                        | 3       | Vancouver  | 4                     |                       |                       |  |  |                    |                    |                    |  |  |                        |                        |                        |
|  |                          |                          |                          | 3       | Vancouver  | 4                     |                       |                       |  |  |                    |                    |                    |  |  |                        |                        |                        |
|  | 6                        | Dallas                   | 3                        |         |            |                       |                       |                       |  |  |                    |                    |                    |  |  |                        |                        |                        |
|  | 6                        | Dallas                   | 3                        | 2       | Anaheim    | 4                     |                       |                       |  |  |                    |                    |                    |  |  |                        |                        |                        |
|  | Konferencja Zachodnia    |                          |                          | 2       | Anaheim    | 4                     |                       |                       |  |  |                    |                    |                    |  |  |                        |                        |                        |
|  |                          |                          | 1                        | Detroit | 2          |                       |                       |                       |  |  |                    |                    |                    |  |  |                        |                        |                        |
|  | 4                        | Nashville                | 1                        | Detroit | 2          | 1                     |                       |                       |  |  |                    |                    |                    |  |  |                        |                        |                        |
|  | 4                        | Nashville                |                          |         |            | 1                     |                       |                       |  |  |                    |                    |                    |  |  |                        |                        |                        |
|  | 5                        | San Jose                 | 4                        |         |            |                       |                       |                       |  |  |                    |                    |                    |  |  |                        |                        |                        |
|  | 5                        | San Jose                 | 4                        | 5       | San Jose   | 2                     |                       |                       |  |  |                    |                    |                    |  |  |                        |                        |                        |
|  |                          |                          |                          | 5       | San Jose   | 2                     |                       |                       |  |  |                    |                    |                    |  |  |                        |                        |                        |
|  | 1                        | Detroit                  | 4                        |         |            |                       |                       |                       |  |  |                    |                    |                    |  |  |                        |                        |                        |
|  | 1                        | Detroit                  | 4                        | 1       | Detroit    | 4                     |                       |                       |  |  |                    |                    |                    |  |  |                        |                        |                        |
|  |                          |                          |                          | 1       | Detroit    | 4                     |                       |                       |  |  |                    |                    |                    |  |  |                        |                        |                        |
|  | 8                        | Calgary                  | 2                        |         |            |                       |                       |                       |  |  |                    |                    |                    |  |  |                        |                        |                        |
|  | 8                        | Calgary                  | 2                        |         |            |                       |                       |                       |  |  |                    |                    |                    |  |  |                        |                        |                        |
|  |                          |                          |                          |         |            |                       |                       |                       |  |  |                    |                    |                    |  |  |                        |                        |                        |

### Ćwierćfinały konferencji

#### Konferencja Wschodnia
| Buffalo Sabres – New York Islanders | Buffalo Sabres – New York Islanders | Buffalo Sabres – New York Islanders | Buffalo Sabres – New York Islanders | Buffalo Sabres – New York Islanders | Buffalo Sabres – New York Islanders | Buffalo Sabres – New York Islanders |
| Data                                | Wyjazd                              | Wyjazd                              | Dom                                 | Dom                                 |                                     |                                     |
| ----------------------------------- | ----------------------------------- | ----------------------------------- | ----------------------------------- | ----------------------------------- | ----------------------------------- | ----------------------------------- |
| 12 kwietnia                         | NY Islanders                        | 1                                   | 4                                   | Buffalo                             |                                     |                                     |
| 14 kwietnia                         | NY Islanders                        | 3                                   | 2                                   | Buffalo                             |                                     |                                     |
| 16 kwietnia                         | Buffalo                             | 3                                   | 2                                   | NY Islanders                        |                                     |                                     |
| 18 kwietnia                         | Buffalo                             | 4                                   | 2                                   | NY Islanders                        |                                     |                                     |
| 20 kwietnia                         | NY Islanders                        | 3                                   | 4                                   | Buffalo                             |                                     |                                     |
| Buffalo wygrało 4:1                 |                                     |                                     |                                     |                                     |                                     |                                     |
|                                     |                                     |                                     |                                     |                                     |                                     |                                     |

| New Jersey Devils – Tampa Bay Lightning | New Jersey Devils – Tampa Bay Lightning | New Jersey Devils – Tampa Bay Lightning | New Jersey Devils – Tampa Bay Lightning | New Jersey Devils – Tampa Bay Lightning | New Jersey Devils – Tampa Bay Lightning | New Jersey Devils – Tampa Bay Lightning |
| Data                                    | Wyjazd                                  | Wyjazd                                  | Dom                                     | Dom                                     |                                         |                                         |
| --------------------------------------- | --------------------------------------- | --------------------------------------- | --------------------------------------- | --------------------------------------- | --------------------------------------- | --------------------------------------- |
| 12 kwietnia                             | Tampa Bay                               | 3                                       | 5                                       | New Jersey                              |                                         |                                         |
| 14 kwietnia                             | Tampa Bay                               | 3                                       | 2                                       | New Jersey                              |                                         |                                         |
| 16 kwietnia                             | New Jersey                              | 2                                       | 3                                       | Tampa Bay                               |                                         |                                         |
| 18 kwietnia                             | New Jersey                              | 4                                       | 3                                       | Tampa Bay                               | Po dogrywce                             |                                         |
| 20 kwietnia                             | Tampa Bay                               | 0                                       | 3                                       | New Jersey                              |                                         |                                         |
| 22 kwietnia                             | New Jersey                              | 3                                       | 2                                       | Tampa Bay                               |                                         |                                         |
| New Jersey wygrało 4:2                  |                                         |                                         |                                         |                                         |                                         |                                         |
|                                         |                                         |                                         |                                         |                                         |                                         |                                         |

| Atlanta Thrashers – New York Rangers | Atlanta Thrashers – New York Rangers | Atlanta Thrashers – New York Rangers | Atlanta Thrashers – New York Rangers | Atlanta Thrashers – New York Rangers | Atlanta Thrashers – New York Rangers | Atlanta Thrashers – New York Rangers |
| Data                                 | Wyjazd                               | Wyjazd                               | Dom                                  | Dom                                  |                                      |                                      |
| ------------------------------------ | ------------------------------------ | ------------------------------------ | ------------------------------------ | ------------------------------------ | ------------------------------------ | ------------------------------------ |
| 12 kwietnia                          | NY Rangers                           | 4                                    | 3                                    | Atlanta                              |                                      |                                      |
| 14 kwietnia                          | NY Rangers                           | 2                                    | 1                                    | Atlanta                              |                                      |                                      |
| 17 kwietnia                          | Atlanta                              | 0                                    | 7                                    | NY Rangers                           |                                      |                                      |
| 18 kwietnia                          | Atlanta                              | 2                                    | 4                                    | NY Rangers                           |                                      |                                      |
| New York wygrał 4:0                  |                                      |                                      |                                      |                                      |                                      |                                      |
|                                      |                                      |                                      |                                      |                                      |                                      |                                      |

| Ottawa Senators – Pittsburgh Penguins | Ottawa Senators – Pittsburgh Penguins | Ottawa Senators – Pittsburgh Penguins | Ottawa Senators – Pittsburgh Penguins | Ottawa Senators – Pittsburgh Penguins | Ottawa Senators – Pittsburgh Penguins | Ottawa Senators – Pittsburgh Penguins |
| Data                                  | Wyjazd                                | Wyjazd                                | Dom                                   | Dom                                   |                                       |                                       |
| ------------------------------------- | ------------------------------------- | ------------------------------------- | ------------------------------------- | ------------------------------------- | ------------------------------------- | ------------------------------------- |
| 11 kwietnia                           | Pittsburgh                            | 3                                     | 6                                     | Ottawa                                |                                       |                                       |
| 14 kwietnia                           | Pittsburgh                            | 4                                     | 3                                     | Ottawa                                |                                       |                                       |
| 15 kwietnia                           | Ottawa                                | 4                                     | 2                                     | Pittsburgh                            |                                       |                                       |
| 17 kwietnia                           | Ottawa                                | 2                                     | 1                                     | Pittsburgh                            |                                       |                                       |
| 19 kwietnia                           | Pittsburgh                            | 0                                     | 3                                     | Ottawa                                |                                       |                                       |
| Ottawa wygrała 4:1                    |                                       |                                       |                                       |                                       |                                       |                                       |
|                                       |                                       |                                       |                                       |                                       |                                       |                                       |

#### Konferencja Zachodnia
| Detroit Red Wings – Calgary Flames | Detroit Red Wings – Calgary Flames | Detroit Red Wings – Calgary Flames | Detroit Red Wings – Calgary Flames | Detroit Red Wings – Calgary Flames | Detroit Red Wings – Calgary Flames | Detroit Red Wings – Calgary Flames |
| Data                               | Wyjazd                             | Wyjazd                             | Dom                                | Dom                                |                                    |                                    |
| ---------------------------------- | ---------------------------------- | ---------------------------------- | ---------------------------------- | ---------------------------------- | ---------------------------------- | ---------------------------------- |
| 12 kwietnia                        | Calgary                            | 1                                  | 4                                  | Detroit                            |                                    |                                    |
| 15 kwietnia                        | Calgary                            | 1                                  | 3                                  | Detroit                            |                                    |                                    |
| 17 kwietnia                        | Detroit                            | 2                                  | 3                                  | Calgary                            |                                    |                                    |
| 19 kwietnia                        | Detroit                            | 2                                  | 3                                  | Calgary                            |                                    |                                    |
| 21 kwietnia                        | Calgary                            | 1                                  | 5                                  | Detroit                            |                                    |                                    |
| 22 kwietnia                        | Detroit                            | 2                                  | 1                                  | Calgary                            | Po 2 dogrywkach                    |                                    |
| Detroit wygrało 4:2                |                                    |                                    |                                    |                                    |                                    |                                    |
|                                    |                                    |                                    |                                    |                                    |                                    |                                    |

| Anaheim Ducks – Minnesota Wild | Anaheim Ducks – Minnesota Wild | Anaheim Ducks – Minnesota Wild | Anaheim Ducks – Minnesota Wild | Anaheim Ducks – Minnesota Wild | Anaheim Ducks – Minnesota Wild | Anaheim Ducks – Minnesota Wild |
| Data                           | Wyjazd                         | Wyjazd                         | Dom                            | Dom                            |                                |                                |
| ------------------------------ | ------------------------------ | ------------------------------ | ------------------------------ | ------------------------------ | ------------------------------ | ------------------------------ |
| 11 kwietnia                    | Minnesota                      | 1                              | 2                              | Anaheim                        |                                |                                |
| 13 kwietnia                    | Minnesota                      | 2                              | 3                              | Anaheim                        |                                |                                |
| 15 kwietnia                    | Anaheim                        | 2                              | 1                              | Minnesota                      |                                |                                |
| 17 kwietnia                    | Anaheim                        | 1                              | 4                              | Minnesota                      |                                |                                |
| 19 kwietnia                    | Minnesota                      | 1                              | 4                              | Anaheim                        |                                |                                |
| Anaheim wygrało 4:1            |                                |                                |                                |                                |                                |                                |
|                                |                                |                                |                                |                                |                                |                                |

| Vancouver Canucks – Dallas Stars | Vancouver Canucks – Dallas Stars | Vancouver Canucks – Dallas Stars | Vancouver Canucks – Dallas Stars | Vancouver Canucks – Dallas Stars | Vancouver Canucks – Dallas Stars | Vancouver Canucks – Dallas Stars |
| Data                             | Wyjazd                           | Wyjazd                           | Dom                              | Dom                              |                                  |                                  |
| -------------------------------- | -------------------------------- | -------------------------------- | -------------------------------- | -------------------------------- | -------------------------------- | -------------------------------- |
| 11 kwietnia                      | Dallas                           | 4                                | 5                                | Vancouver                        | Po 4 dogrywkach                  |                                  |
| 13 kwietnia                      | Dallas                           | 2                                | 0                                | Vancouver                        |                                  |                                  |
| 15 kwietnia                      | Vancouver                        | 2                                | 1                                | Dallas                           | Po dogrywce                      |                                  |
| 17 kwietnia                      | Vancouver                        | 2                                | 1                                | Dallas                           |                                  |                                  |
| 19 kwietnia                      | Dallas                           | 1                                | 0                                | Vancouver                        | Po dogrywce                      |                                  |
| 21 kwietnia                      | Vancouver                        | 0                                | 2                                | Dallas                           |                                  |                                  |
| 23 kwietnia                      | Dallas                           | 1                                | 4                                | Vancouver                        |                                  |                                  |
| Vancouver wygrało 4:3            |                                  |                                  |                                  |                                  |                                  |                                  |
|                                  |                                  |                                  |                                  |                                  |                                  |                                  |

| Nashville Predators – San Jose Sharks | Nashville Predators – San Jose Sharks | Nashville Predators – San Jose Sharks | Nashville Predators – San Jose Sharks | Nashville Predators – San Jose Sharks | Nashville Predators – San Jose Sharks | Nashville Predators – San Jose Sharks |
| Data                                  | Wyjazd                                | Wyjazd                                | Dom                                   | Dom                                   |                                       |                                       |
| ------------------------------------- | ------------------------------------- | ------------------------------------- | ------------------------------------- | ------------------------------------- | ------------------------------------- | ------------------------------------- |
| 11 kwietnia                           | San Jose                              | 5                                     | 4                                     | Nashville                             | Po 2 dogrywkach                       |                                       |
| 13 kwietnia                           | San Jose                              | 2                                     | 5                                     | Nashville                             |                                       |                                       |
| 16 kwietnia                           | Nashville                             | 1                                     | 3                                     | San Jose                              |                                       |                                       |
| 18 kwietnia                           | Nashville                             | 2                                     | 3                                     | San Jose                              |                                       |                                       |
| 20 kwietnia                           | San Jose                              | 3                                     | 2                                     | Nashville                             |                                       |                                       |
| San Jose wygrało 4:1                  |                                       |                                       |                                       |                                       |                                       |                                       |
|                                       |                                       |                                       |                                       |                                       |                                       |                                       |

### Półfinały Konferencji

#### Konferencja Wschodnia
| Buffalo Sabres – New York Rangers | Buffalo Sabres – New York Rangers | Buffalo Sabres – New York Rangers | Buffalo Sabres – New York Rangers | Buffalo Sabres – New York Rangers | Buffalo Sabres – New York Rangers | Buffalo Sabres – New York Rangers |
| Data                              | Wyjazd                            | Wyjazd                            | Dom                               | Dom                               |                                   |                                   |
| --------------------------------- | --------------------------------- | --------------------------------- | --------------------------------- | --------------------------------- | --------------------------------- | --------------------------------- |
| 25 kwietnia                       | NY Rangers                        | 2                                 | 5                                 | Buffalo                           |                                   |                                   |
| 27 kwietnia                       | NY Rangers                        | 2                                 | 3                                 | Buffalo                           |                                   |                                   |
| 29 kwietnia                       | Buffalo                           | 1                                 | 2                                 | NY Rangers                        | Po 2 dogrywkach                   |                                   |
| 1 maja                            | Buffalo                           | 1                                 | 2                                 | NY Rangers                        |                                   |                                   |
| 4 maja                            | NY Rangers                        | 2                                 | 3                                 | Buffalo                           | Po dogrywce                       |                                   |
| 6 maja                            | Buffalo                           | 5                                 | 4                                 | NY Rangers                        |                                   |                                   |
| Buffalo wygrało 4:2               |                                   |                                   |                                   |                                   |                                   |                                   |
|                                   |                                   |                                   |                                   |                                   |                                   |                                   |

| New Jersey Devils – Ottawa Senators | New Jersey Devils – Ottawa Senators | New Jersey Devils – Ottawa Senators | New Jersey Devils – Ottawa Senators | New Jersey Devils – Ottawa Senators | New Jersey Devils – Ottawa Senators | New Jersey Devils – Ottawa Senators |
| Data                                | Wyjazd                              | Wyjazd                              | Dom                                 | Dom                                 |                                     |                                     |
| ----------------------------------- | ----------------------------------- | ----------------------------------- | ----------------------------------- | ----------------------------------- | ----------------------------------- | ----------------------------------- |
| 26 kwietnia                         | Ottawa                              | 5                                   | 4                                   | New Jersey                          |                                     |                                     |
| 28 kwietnia                         | Ottawa                              | 2                                   | 3                                   | New Jersey                          | Po 2 dogrywkach                     |                                     |
| 30 kwietnia                         | New Jersey                          | 0                                   | 2                                   | Ottawa                              |                                     |                                     |
| 2 maja                              | New Jersey                          | 2                                   | 3                                   | Ottawa                              |                                     |                                     |
| 5 maja                              | Ottawa                              | 3                                   | 2                                   | New Jersey                          |                                     |                                     |
| Ottawa wygrała 4:1                  |                                     |                                     |                                     |                                     |                                     |                                     |
|                                     |                                     |                                     |                                     |                                     |                                     |                                     |

#### Konferencja Zachodnia
| Detroit Red Wings – San Jose Sharks | Detroit Red Wings – San Jose Sharks | Detroit Red Wings – San Jose Sharks | Detroit Red Wings – San Jose Sharks | Detroit Red Wings – San Jose Sharks | Detroit Red Wings – San Jose Sharks | Detroit Red Wings – San Jose Sharks |
| Data                                | Wyjazd                              | Wyjazd                              | Dom                                 | Dom                                 |                                     |                                     |
| ----------------------------------- | ----------------------------------- | ----------------------------------- | ----------------------------------- | ----------------------------------- | ----------------------------------- | ----------------------------------- |
| 26 kwietnia                         | San Jose                            | 2                                   | 0                                   | Detroit                             |                                     |                                     |
| 28 kwietnia                         | San Jose                            | 2                                   | 3                                   | Detroit                             |                                     |                                     |
| 30 kwietnia                         | Detroit                             | 1                                   | 2                                   | San Jose                            |                                     |                                     |
| 2 maja                              | Detroit                             | 3                                   | 2                                   | San Jose                            | Po dogrywce                         |                                     |
| 5 maja                              | San Jose                            | 1                                   | 4                                   | Detroit                             |                                     |                                     |
| 7 maja                              | Detroit                             | 2                                   | 0                                   | San Jose                            |                                     |                                     |
| Detroit wygrało 4:2                 |                                     |                                     |                                     |                                     |                                     |                                     |
|                                     |                                     |                                     |                                     |                                     |                                     |                                     |

| Anaheim Ducks – Vancouver Canucks | Anaheim Ducks – Vancouver Canucks | Anaheim Ducks – Vancouver Canucks | Anaheim Ducks – Vancouver Canucks | Anaheim Ducks – Vancouver Canucks | Anaheim Ducks – Vancouver Canucks | Anaheim Ducks – Vancouver Canucks |
| Data                              | Wyjazd                            | Wyjazd                            | Dom                               | Dom                               |                                   |                                   |
| --------------------------------- | --------------------------------- | --------------------------------- | --------------------------------- | --------------------------------- | --------------------------------- | --------------------------------- |
| 25 kwietnia                       | Vancouver                         | 1                                 | 5                                 | Anaheim                           |                                   |                                   |
| 27 kwietnia                       | Vancouver                         | 2                                 | 1                                 | Anaheim                           | Po 2 dogrywkach                   |                                   |
| 29 kwietnia                       | Anaheim                           | 3                                 | 2                                 | Vancouver                         |                                   |                                   |
| 1 maja                            | Anaheim                           | 3                                 | 2                                 | Vancouver                         |                                   |                                   |
| 3 maja                            | Vancouver                         | 1                                 | 2                                 | Anaheim                           | Po 2 dogrywkach                   |                                   |
| Anaheim wygrało 4:1               |                                   |                                   |                                   |                                   |                                   |                                   |
|                                   |                                   |                                   |                                   |                                   |                                   |                                   |

### Finały Konferencji
| Buffalo Sabres – Ottawa Senators                    | Buffalo Sabres – Ottawa Senators | Buffalo Sabres – Ottawa Senators | Buffalo Sabres – Ottawa Senators | Buffalo Sabres – Ottawa Senators | Buffalo Sabres – Ottawa Senators | Buffalo Sabres – Ottawa Senators |
| Data                                                | Wyjazd                           | Wyjazd                           | Dom                              | Dom                              |                                  |                                  |
| --------------------------------------------------- | -------------------------------- | -------------------------------- | -------------------------------- | -------------------------------- | -------------------------------- | -------------------------------- |
| 10 maja                                             | Ottawa                           | 5                                | 2                                | Buffalo                          |                                  |                                  |
| 12 maja                                             | Ottawa                           | 4                                | 3                                | Buffalo                          | Po 2 dogrywkach                  |                                  |
| 14 maja                                             | Buffalo                          | 0                                | 1                                | Ottawa                           |                                  |                                  |
| 16 maja                                             | Buffalo                          | 3                                | 2                                | Ottawa                           |                                  |                                  |
| 19 maja                                             | Ottawa                           | 3                                | 2                                | Buffalo                          | Po dogrywce                      |                                  |
| Ottawa wygrała 4:1 i zdobyła Prince of Wales Trophy |                                  |                                  |                                  |                                  |                                  |                                  |

| Detroit Red Wings – Anaheim Ducks                       | Detroit Red Wings – Anaheim Ducks | Detroit Red Wings – Anaheim Ducks | Detroit Red Wings – Anaheim Ducks | Detroit Red Wings – Anaheim Ducks | Detroit Red Wings – Anaheim Ducks | Detroit Red Wings – Anaheim Ducks |
| Data                                                    | Wyjazd                            | Wyjazd                            | Dom                               | Dom                               |                                   |                                   |
| ------------------------------------------------------- | --------------------------------- | --------------------------------- | --------------------------------- | --------------------------------- | --------------------------------- | --------------------------------- |
| 11 maja                                                 | Anaheim                           | 1                                 | 2                                 | Detroit                           |                                   |                                   |
| 13 maja                                                 | Anaheim                           | 4                                 | 3                                 | Detroit                           | Po dogrywce                       |                                   |
| 15 maja                                                 | Detroit                           | 5                                 | 0                                 | Anaheim                           |                                   |                                   |
| 17 maja                                                 | Detroit                           | 3                                 | 5                                 | Anaheim                           |                                   |                                   |
| 20 maja                                                 | Anaheim                           | 2                                 | 1                                 | Detroit                           | Po dogrywce                       |                                   |
| 22 maja                                                 | Detroit                           | 3                                 | 4                                 | Anaheim                           |                                   |                                   |
| Anaheim wygrało 4:2 i zdobyło Clarence S. Campbell Bowl |                                   |                                   |                                   |                                   |                                   |                                   |

| Detroit Red Wings – Anaheim Ducks                       | Detroit Red Wings – Anaheim Ducks | Detroit Red Wings – Anaheim Ducks | Detroit Red Wings – Anaheim Ducks | Detroit Red Wings – Anaheim Ducks | Detroit Red Wings – Anaheim Ducks | Detroit Red Wings – Anaheim Ducks |
| Data                                                    | Wyjazd                            | Wyjazd                            | Dom                               | Dom                               |                                   |                                   |
| ------------------------------------------------------- | --------------------------------- | --------------------------------- | --------------------------------- | --------------------------------- | --------------------------------- | --------------------------------- |
| 11 maja                                                 | Anaheim                           | 1                                 | 2                                 | Detroit                           |                                   |                                   |
| 13 maja                                                 | Anaheim                           | 4                                 | 3                                 | Detroit                           | Po dogrywce                       |                                   |
| 15 maja                                                 | Detroit                           | 5                                 | 0                                 | Anaheim                           |                                   |                                   |
| 17 maja                                                 | Detroit                           | 3                                 | 5                                 | Anaheim                           |                                   |                                   |
| 20 maja                                                 | Anaheim                           | 2                                 | 1                                 | Detroit                           | Po dogrywce                       |                                   |
| 22 maja                                                 | Detroit                           | 3                                 | 4                                 | Anaheim                           |                                   |                                   |
| Anaheim wygrało 4:2 i zdobyło Clarence S. Campbell Bowl |                                   |                                   |                                   |                                   |                                   |                                   |

### Finał Pucharu Stanleya
| Anaheim Ducks – Ottawa Senators               | Anaheim Ducks – Ottawa Senators | Anaheim Ducks – Ottawa Senators | Anaheim Ducks – Ottawa Senators | Anaheim Ducks – Ottawa Senators | Anaheim Ducks – Ottawa Senators | Anaheim Ducks – Ottawa Senators |
| Data                                          | Wyjazd                          | Wyjazd                          | Dom                             | Dom                             |                                 |                                 |
| --------------------------------------------- | ------------------------------- | ------------------------------- | ------------------------------- | ------------------------------- | ------------------------------- | ------------------------------- |
| 28 maja                                       | Ottawa                          | 2                               | 3                               | Anaheim                         |                                 |                                 |
| 30 maja                                       | Ottawa                          | 0                               | 1                               | Anaheim                         |                                 |                                 |
| 2 czerwca                                     | Anaheim                         | 3                               | 5                               | Ottawa                          |                                 |                                 |
| 4 czerwca                                     | Anaheim                         | 3                               | 2                               | Ottawa                          |                                 |                                 |
| 6 czerwca                                     | Ottawa                          | 2                               | 6                               | Anaheim                         |                                 |                                 |
| Anaheim wygrało 4:1 i zdobyło Puchar Stanleya |                                 |                                 |                                 |                                 |                                 |                                 |

## Nagrody
| Nagroda                          | Zawodnik                                                  | Drużyna             |
| -------------------------------- | --------------------------------------------------------- | ------------------- |
| Art Ross Memorial Trophy         | Sidney Crosby                                             | Pittsburgh Penguins |
| Bill Masterton Memorial Trophy   | Phil Kessel                                               | Boston Bruins       |
| Calder Memorial Trophy           | Jewgienij Małkin                                          | Pittsburgh Penguins |
| Conn Smythe Trophy               | Scott Niedermayer                                         | Anaheim Ducks       |
| Frank J. Selke Trophy            | Rod Brind’Amour                                           | Carolina Hurricanes |
| Hart Memorial Trophy             | Sidney Crosby                                             | Pittsburgh Penguins |
| Jack Adams Award                 | Alain Vigneault                                           | Vancouver Canucks   |
| James Norris Memorial Trophy     | Nicklas Lidström                                          | Detroit Red Wings   |
| King Clancy Memorial Trophy      | Saku Koivu                                                | Montreal Canadiens  |
| Lady Byng Memorial Trophy        | Pawieł Daciuk                                             | Detroit Red Wings   |
| Lester B. Pearson Award          | Sidney Crosby                                             | Pittsburgh Penguins |
| Lester Patrick Trophy            | Brian Leetch, Cammi Granato, Stan Fischler, John Halligan |                     |
| Maurice ‘Rocket’ Richard Trophy  | Vincent Lecavalier                                        | Tampa Bay Lightning |
| NHL Plus/Minus Award             | Thomas Vanek                                              | Buffalo Sabres      |
| Roger Crozier Saving Grace Award | Niklas Bäckström                                          | Minnesota Wild      |
| Vezina Trophy                    | Martin Brodeur                                            | New Jersey Devils   |
| William M. Jennings Trophy       | Manny Fernandez Niklas Bäckström                          | Minnesota Wild      |
| Presidents’ Trophy               | Presidents’ Trophy                                        | Buffalo Sabres      |
| Prince of Wales Trophy           | Prince of Wales Trophy                                    | Ottawa Senators     |
| Clarence S. Campbell Bowl        | Clarence S. Campbell Bowl                                 | Anaheim Ducks       |
| Puchar Stanleya                  | Puchar Stanleya                                           | Anaheim Ducks       |